# Aacy
Aacy (abchazsky Аацы, gruzínsky ააცი – Aaci) je vesnice a vesnické správní centrum v Abcházii v okrese Gudauta. Leží přibližně 10 km severovýchodně od okresního města Gudauty. Obec sousedí na západě s Abgarchukem, na severozápadě s Ačandarou, na východě s Mcarou a s Anchvou a na jihu se Ckvarou. Na severu od obce se nachází těžko prostupný Bzybský hřbet. Aacemi protéka řeka Aapsta. Skrz obec prochází hlavní silnice od hranice s Ruskem do Suchumi.

## Vesnický okrsek Aacy
Aacy jsou vesnické správní centrum s oficiálním názvem Vesnický okrsek Aacy (rusky Аацинская сельская администрация, abchazsky Аацы ақыҭа ахадара), za času Sovětského svazu se okrsek jmenoval Aacynský selsovět (Аацинский сельсовет). Součástí vesnického okrsku Aacy jsou následující části:

Vesnický okrsek Aacy

- Aacy (Аацы)
- Aldzych (Алӡыхь)
- Alra (Алра)
- Byntcha (Бынҭха / Быҭха)
- Kutydzra (Кәтыӡра / Кәтыҵра)

## Dějiny
Na starých tureckých mapách ze 17. století se vesnice odpovídající dnešnímu Aacy jmenovala Agha nebo Agaco. V obci žili tehdy převážně sunnitští muslimové abchazské národnosti. Během mahadžirstva mnoho těchto obyvatel opustilo Abcházii a do téměř opuštěných Aaců přišli kolem roku 1880 osadníci z Ruska a Ukrajiny. Přesto obec Aacy zůstala jediným sídlem v Abcházii, kde po mahadžirstvu žila většina populace islámského vyznání. Noví osadníci založili oddělenou ves Baklanovka či Baklanka, pojmenovanou podle generála Baklanova. Podíl Abchazů v obci poté k počátku 20. století klesl na zhruba 20 %, přičemž dominantní etnickou skupinou zůstávali Ukrajinci. Roku 1923 bylo k Aacům přičleněno pět okolních vesniček a v roce 1952 k nim byla administrativně přičleněna i Baklanovka, která s ní splynula. V současné době žijí v Aacích opět převážně Abchazové.

## Obyvatelstvo
Dle nejnovějšího sčítání lidu z roku 2011 je počet obyvatel vesnického okrsku 1061 a jejich složení je následovné:
- 1023 Abchazů (96,4 %)
- 28 Rusů (2,6 %)
- 10 příslušníků ostatních národností (1,0 %)

V roce 1989, před válkou v Abcházii žilo v Aacích 371 obyvatel a v celém Aacynském selsovětu 1396 obyvatel.
V roce 1959 žilo v tomto selsovětu 1331 obyvatel.